# NGC 2777
NGC 2777 este o galaxie spirală situată în constelația Racul. A fost descoperită în 6 martie 1864 de către Albert Marth.